# Temple de Saturn
El temple de Saturn (en llatí: Templum Saturni o Aedes Saturnus) és un monument dedicat a la deïtat agrícola Saturn que s'erigeix en l'extrem occidental del Fòrum Romà a Roma. Representa els fonaments més antics conservats en la zona, construït entre 501 i 498 aC. Algunes fonts l'atribueixen al rei Tarquini el Superb i d'altres a Luci Furi, encara que aquesta última dedicació podria correspondre a una reconstrucció feta després de l'incendi per part dels gals, a principis del segle iv aC.

## Història
També era anomenat Aerarium perquè s'hi guardava el tresor nacional romà. El temple marca el començament del Clivus Capitolinus, l'antic camí que portava al cim del pujol Capitoli.

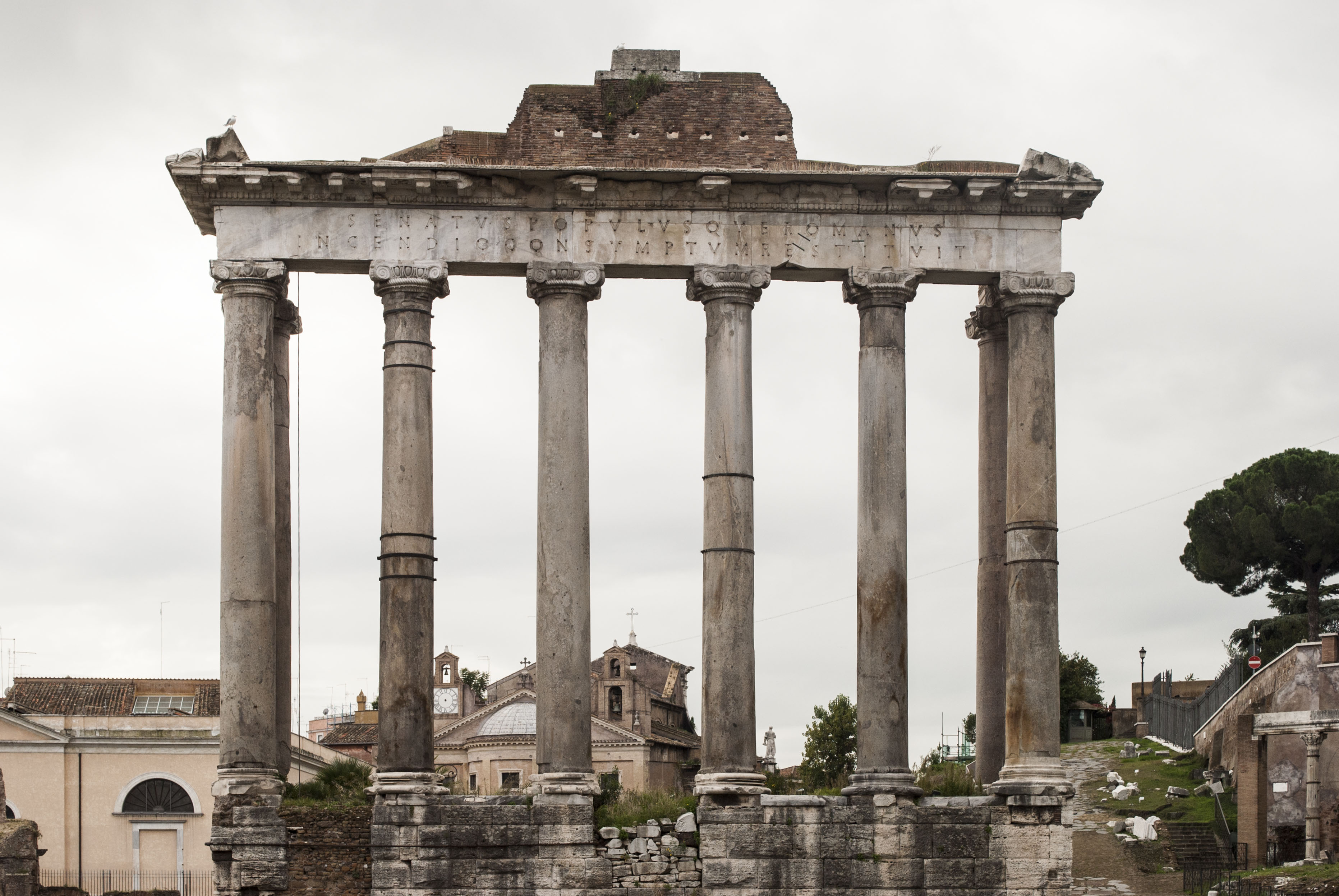
Vista frontal de les restes del temple

La construcció del temple, es creu que va començar en els últims anys del Regne romà sota Tarquini el Superb. La seva inauguració pel cònsol Tit Larci Flau va tenir lloc en els primers anys de la República Romana. El temple va ser completament reconstruït per Luci Munaci Planc (cònsol al 42 aC).
Les actuals ruïnes corresponen a la tercera edificació del temple de Saturn, que en reemplaça la segona, destruïda en l'incendi de l'any 283, en temps de Carí. L'esfondrament gradual no n'ha deixat més que les restes del pòrtic frontal en peus, però les vuit columnes supervivents i el frontó parcialment intacte, amb la inscripció Senatus Populusque Romanus incendio consumptum restituit («El Senat i el poble de Roma va restaurar el que el foc havia consumit»), representen una de les imatges icòniques de l'herència arquitectònica de l'antiga Roma.
Segons referències antigues, l'estàtua del déu a l'interior del temple estava coberta amb un vel i proveïda d'una dalla. L'escultura era de fusta i s'omplia d'oli. Les cames es cobrien amb benes de llana que solament es retiraven el 17 de desembre, dia de la Saturnàlia. Al frontó de l'edifici hi havia un grup escultòric representant uns tritons i uns cavalls.

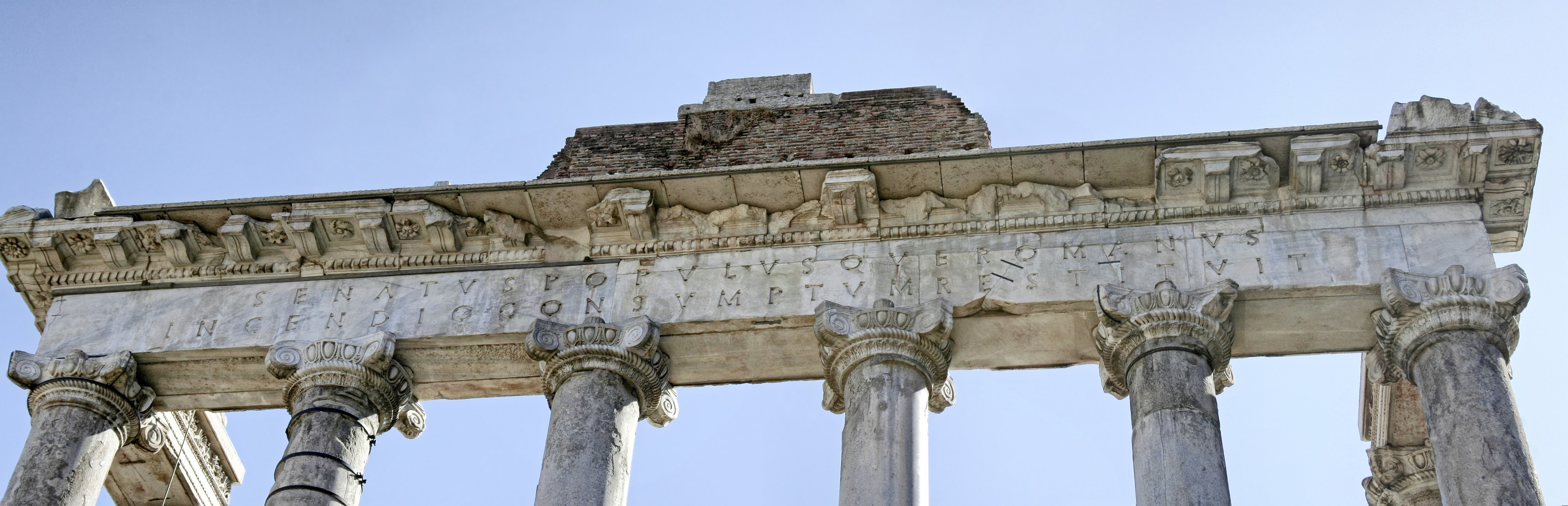
Inscripció al frontó

Encara que dedicat al déu Saturn, el principal ús del temple era servir de seu a l'erari (Aerarium) de l'Imperi Romà, emmagatzemant les reserves d'or i plata. També allotjava els arxius estatals, les insígnies de la legió i la balança oficial per al pes de metalls. Més tard l'erari va ser traslladat a un edifici enfront seu, mentre que els arxius es van mudar al proper Tabulàrium. El podi del temple, recobert de travertí, es va usar com a suport per a cartells.
| Situació dels edificis del Fòrum Romà | Situació dels edificis del Fòrum Romà |
| ------------------------------------- | ------------------------------------- |
|                                       |                                       |
| En l'època republicana                | A finals de l'imperi                  |